# Uriu
Uriu è un comune della Romania di 3688 abitanti, ubicato nel distretto di Bistrița-Năsăud, nella regione storica della Transilvania.
Il comune è formato dall'unione di 4 villaggi: Cristeștii Ciceului, Hășmașu Ciceului, Ilișua, Uriu.